# 喬丹鎮區 (密蘇里州希科里縣)
喬丹鎮區（英語：Jordan Township）是位於美國密蘇里州希科里縣的一個行政鎮區。

## 地方資料
喬丹鎮區的面積為77.19平方千米，當中陸地面積為76.51平方千米，而水域面積為0.68平方千米。根據2020年美國人口普查的數據，當地共有人口188人，而人口密度為每平方千米2.44人。